# Чайка, Владимир Дмитриевич
Влади́мир Дми́триевич Ча́йка (укр. Володимир Дмитрович Чайка; 5 октября 1948 — 2 марта 2013) — городской голова города Николаев с 2000 по 2013 годы, избирался на эту должность четыре раза подряд. Считался одним из городских голов-рекордсменов по продолжительности занятия должности. С 2002 по 2005 год был президентом Международного черноморского клуба. В 2007 году стал победителем всеукраинского конкурса «Человек года» в номинации «Городской голова года». Со времени первого избрания городским головой Чайка неуклонно подчёркивал свою беспартийность, однако в преддверии региональных выборов в 2010 году был вынужден вступить в Партию регионов. Кандидат технических наук.
Владимир Чайка любил исполнять песни во время публичных выступлений и был известен как «поющий мэр». Особенно часто он исполнял песню «Белые крылья». В частности, много видеозаписей исполнения этой песни Чайкой можно найти на сайте YouTube.
Чайка неоднократно обвинялся в решении земельных вопросов в пользу структур сына, братьев и ряда приближённых лиц. Сам он заявлял: «Я никакого отношения к их делам не имею. Они проходят все необходимые процедуры, будь то по выделению земли, будь то ещё по чему-то…».

## Биография
Родился в городе Берислав Херсонской области. Со временем семья переехала жить в город Николаев. Родители работали на Черноморском судостроительном заводе.
Чайка окончил Николаевскую среднюю школу № 38.
С 1966 по 1971 год работал газорезчиком на заводе имени 61 коммунара. Одновременно учился в Николаевском кораблестроительном институте на вечернем отделении. Затем перешёл на завод «Дормашина», где был избран комсоргом завода.
В 1972 году Чайка ушёл с четвёртого курса НКИ и по собственному желанию отправился служить в армию. Два года прослужил в ракетных войсках стратегического назначения. Ушёл в запас в звании старшины. Вернувшись в институт, окончил его в 1976 году и стал председателем профсоюзного комитета завода «Дормашина».

### Государственная служба
В 1979 году Владимир Чайка начал свою работу в органах местного самоуправления с должности заведующего квартирным отделом горисполкома. С сентября 1985 года работал заместителем председателя Корабельного райисполкома.
В 1986 году защитил диссертацию в Киевском инженерно-строительном институте и стал кандидатом технических наук.
В октябре 1987 года стал заместителем председателя Николаевского горисполкома. Также в 1987 году участвовал в ликвидации последствий аварии на Чернобыльской АЭС, занимался строительством жилья для вынужденных переселенцев.
В 1991 году возглавил областное управление Пенсионного фонда, где разработал новую методику учёта пенсионеров и выплаты пенсий, основанную на компьютерных технологиях, что позволило регулярно выплачивать пенсии.
В 1994 году был избран депутатом, а затем председателем областного совета.
В 1996 году В. Чайка принял предложение президента Леонида Кучмы стать советником консула Украины в Азербайджане. На этой должности участвовал в переговорах с правительством Азербайджана по вопросу прокладки нефтепровода Баку—Поти—Одесса. В 1998 году вернулся на Украину и по предложению городского головы Николаева Анатолия Олейника начал работать его заместителем по экономике и внешним связям.
С 1999 по 2000 год работал управляющим николаевского отделения «Укрэксимбанка».

### Головство

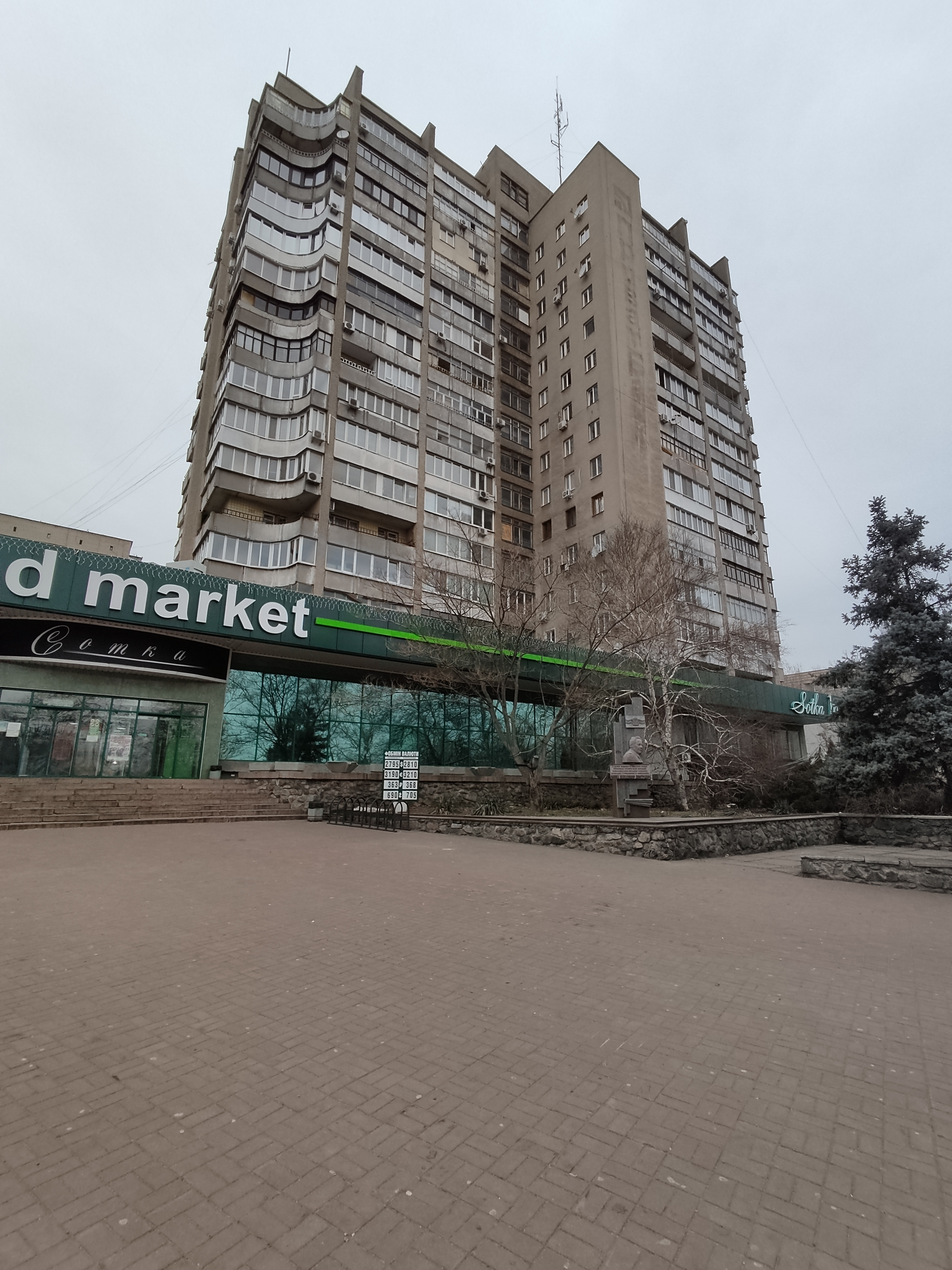
Дом на улице Соборной в Николаеве, где жил Чайка

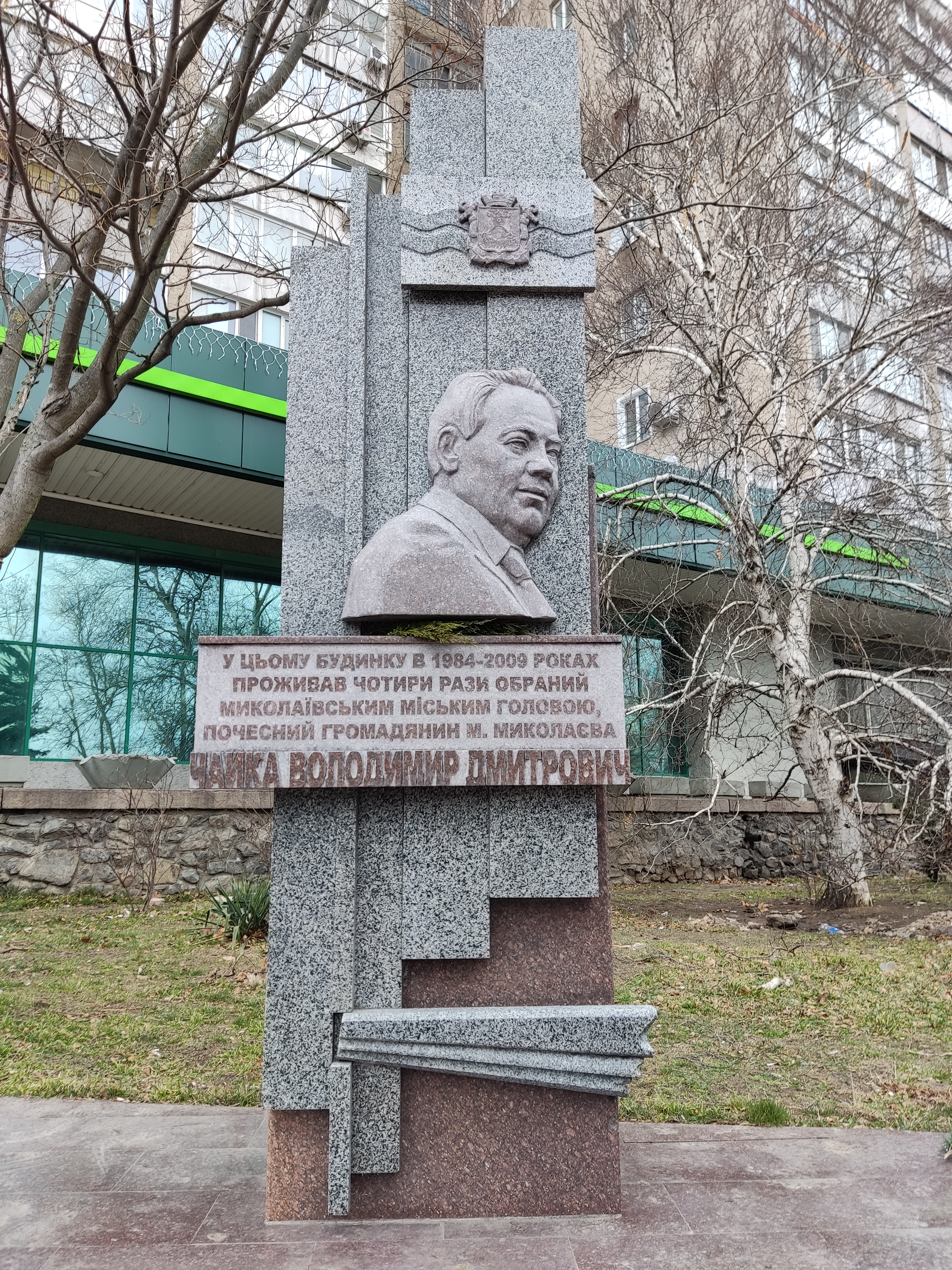
Памятник в Николаеве

В июне 2000 года Владимир Чайка принял участие в досрочных выборах городского головы Николаева, вызванных смертью городского головы Анатолия Олейника в феврале. Чайка был выдвинут постоянными оппонентами Олейника в горсовете — депутатской группой «Мой город». При явке 23 % он победил, получив 56,4 %. В марте 2002 года Чайка был переизбран повторно. С мая 2002 года до ноября 2005 года он также был президентом Международного черноморского клуба.
В марте 2006 года Чайка был в третий раз избран городским головой Николаева, получив 46,44 % голосов. Во время этой предвыборной кампании его поддержал экс-премьер-министр, кандидат в Верховную Раду от «Партии регионов» В. Ф. Янукович. На митинге в Николаеве он, похлопав Чайку по плечу, призвал голосовать за него и сказал: «Если он будет плохо работать, я его потом побью». 2 октября 2006 года Чайка заявил о сложении своих полномочий из-за пересмотра депутатами повестки дня сессии горсовета. Однако уже 4 октября он извинился за эмоции и сообщил, что продолжит исполнять свои обязанности.
В январе 2008 года Чайка заявил о том, что лично обнаружил в своём рабочем кабинете прослушивающие устройства и микрокамеры, используемые для скрытого наблюдения. На пресс-конференции в августе городской голова обвинил в прямой причастности к установке этих устройств бывшего начальника ГУБОП в Николаевской области Сергея Гуменюка.
В 2010 году Ленинский районный суд Николаева вынес два постановления, согласно которым Владимиру Чайке было запрещено выступать на любом другом языке, кроме государственного, без перевода на украинский. Причиной постановлений стали обращения в суд николаевского пенсионера Анатолия Ильченко, по мнению которого, Чайка нарушал интересы украиноязычной части населения, поздравляя горожан с праздниками на русском языке. В ответ, выступая на одном из мероприятий, Чайка начал говорить на английском. В итоге он обратился в апелляционный суд, чтобы добиться права использовать в публичных выступлениях русский язык, и в 2011 году его апелляция была удовлетворена.
Со времени первого избрания городским головой Чайка неуклонно подчёркивал свою беспартийность. Однако в июле 2010 года в преддверии региональных выборов Верховная рада Украины приняла закон, согласно которому кандидаты на должность городского головы могли выдвигаться только от политических партий. В августе Чайка написал заявление с просьбой принять его в Партию регионов.
В сентябре 2010 года Партия регионов выдвинула Чайку на пост николаевского городского головы. В октябре 2010 года он был избран на эту должность в четвёртый раз, получив 37,1 % голосов. В мае 2012 года он так комментировал своё членство в Партии регионов: «К сожалению, закон, который не позволил мне в этот раз идти беспартийным, и так случилось, что сегодня я действительно в Партии регионов».
В 2012 году был почётным президентом футбольного клуба «Николаев»
18 февраля 2013 года y Владимира Чайки случился инфаркт и он был доставлен в больницy. 25 февраля николаевского городского голову перевезли в Киев, где 26 февраля ему была сделана операция. В Николаев Чайка вернулся 1 марта, где 2 марта ему стало плохо и он скончался.
5 октября 2013 года в Николаеве была установлена стела памяти Владимира Чайки. Памятник расположен на пересечении улицы Соборной и проспекта Центрального. Открыли стелу в день рождения Владимира Чайки.

## Семья
У Владимира Чайки есть братья Анатолий и Виктор. Был женат, жена Людмила Александровна до выхода на пенсию была заведующей ЗАГСом Центрального района. Двое детей: Владислав и Юлия.

## Награды
В июне 2002 года президент Украины Леонид Кучма наградил Владимира Чайку орденом «За заслуги» ІІІ степени «за весомый личный взнос в развитие предпринимательства и рыночной инфраструктуры на Украине, высокий профессионализм», а в августе 2004 году — орденом «За заслуги» ІІ степени «за значительный личный взнос в социально-экономическое и культурное развитие Украины, весомые достижения в профессиональной деятельности и многолетнюю добросовестную работу».
В марте 2007 года Владимир Чайка стал победителем всеукраинского конкурса «Человек года» в номинации «Городской голова года». Также в 2007 году он получил Орден святого равноапостольного великого князя Владимира III степени «за вклад в возрождение храмов».
В ноябре 2008 года Владимир Чайка был награждён почётной грамотой Кабинета Министров Украины «за значительный личный вклад в обеспечение развития местного самоуправления, многолетний добросовестный труд и по случаю Дня местного самоуправления».
В 2009 году президент Украины Виктор Ющенко присвоил Владимиру Чайке почётное звание «Заслуженный работник социальной сферы Украины» «за значительный личный вклад в социально-экономическое, культурное развитие Украинского государства, весомые трудовые достижения и по случаю 18-й годовщины независимости Украины».
В том же году накануне 220-й годовщины основания Николаева Министерство транспорта и связи Украины объявило Владимиру Чайке благодарность «за плодотворное сотрудничество в отрасли транспорта и сферы связи».